# 昆虫採集

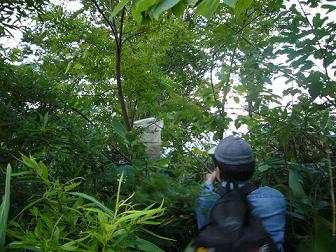
捕虫網で枝にいる昆虫を狙う

昆虫採集（こんちゅうさいしゅう）とは、昆虫を捕まえることである。研究目的、あるいは趣味としてこれを行う。ここでは捕まえた後に殺し、乾燥標本として収集する行為についてを扱う。

## 昆虫採集の楽しみ

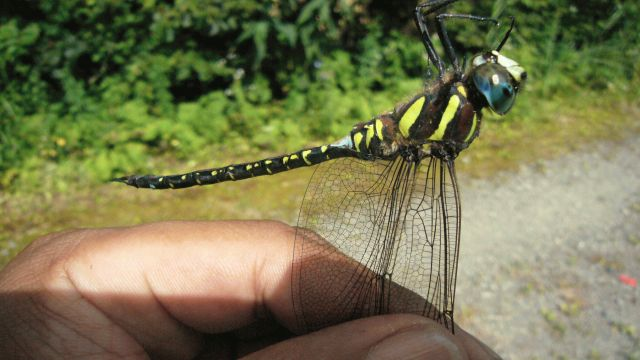
採集したルリボシヤンマ

昆虫の乾燥標本を集める趣味は、歴史が長い。研究者であっても、趣味として昆虫のコレクションを行っているものも珍しくない。ヨーロッパでは貴族的な趣味の一つと見なされる。そのための専用の昆虫採集人という職業があるほどである。そのようなコレクションが、博物学やその系譜を引く分類学を支えてきた面もある。イギリスの富豪ロスチャイルド家のナサニエル・チャールズ・ロスチャイルドとミリアム・ロスチャイルド父娘は、ノミのコレクションをしていたことで有名で、そのために北極へ採集船を仕立てたこともあったと言われている。世界のノミの分類学研究は、世界中のノミの標本を網羅したナサニエルと、父のコレクションを整理研究したミリアムの功績によって大成されたのである。
昆虫は圧倒的に種類数が多く、多様であるので、すべてを集め尽くすのはほぼ不可能である。また、地方変異や個体変異など、並べて比べる楽しみもある。宝石並みの美しさを持つものや、奇妙な姿のものもある。虫を追っかける狩猟的行為そのものを目的とする原始的な楽しみ、という面もあろう。
何でも集める人もいるが、多くの人は特定の分類群に情熱を集中する。特にチョウは古今東西、一番の人気を誇り、その知識の集積はすさまじいものがある。これまで蓄積された学術情報の密度が極めて高く、たとえば蝶の標本1つから、それが世界中のどの島のものか、どの季節に取れたのかがわかる場合があるほどである。対照的に、ガは人気が低く、ごく一部の根強いコレクターがいるばかりであった。最近ではチョウの学術的解明が進んだため、研究志向の愛好家は対象をガに移行させる傾向が見られる。ガは基本的に夜間に採集が行われるため、（昼間に採集が行われるチョウと違い）会社勤めをしている愛好家でも、休日をあまり考慮しなくても良い点も、大きな魅力となっている。それでも標本づくりに特殊なテクニックを要する小蛾類の愛好家はあまり増えていない。
ほかにコウチュウ目（甲虫目）のオサムシ・ゴミムシ類、カブトムシ類、クワガタムシ科も人気が高い。コガネムシ類、カミキリムシ科などもなかなかの人気である。コガネムシ目のそれ以外の昆虫をまとめて雑甲虫といったりもする。ほかにトンボなども地道な人気があり、愛好家に占めるハイレベルの研究家の率が高い。不人気な分類群はプロの研究者と相互補完的関係にあるアマチュア研究家のマンパワーが不足するので、研究がなかなか進まない傾向がある。ハエ目がその代表であるが、近年美麗な種の多いハナアブ科は採集者が増えつつあり、日本のハナアブ相がそれに比例して詳細に解明されつつある。また、やはり通常の昆虫標本の製作法（後述）が適さず、煩雑な方法でプレパラートなどにしなければならないアブラムシやトビムシ、アザミウマなどの採集者は、プロの研究者以外にはほとんどいないのが現状である。

## 昆虫採集の実際

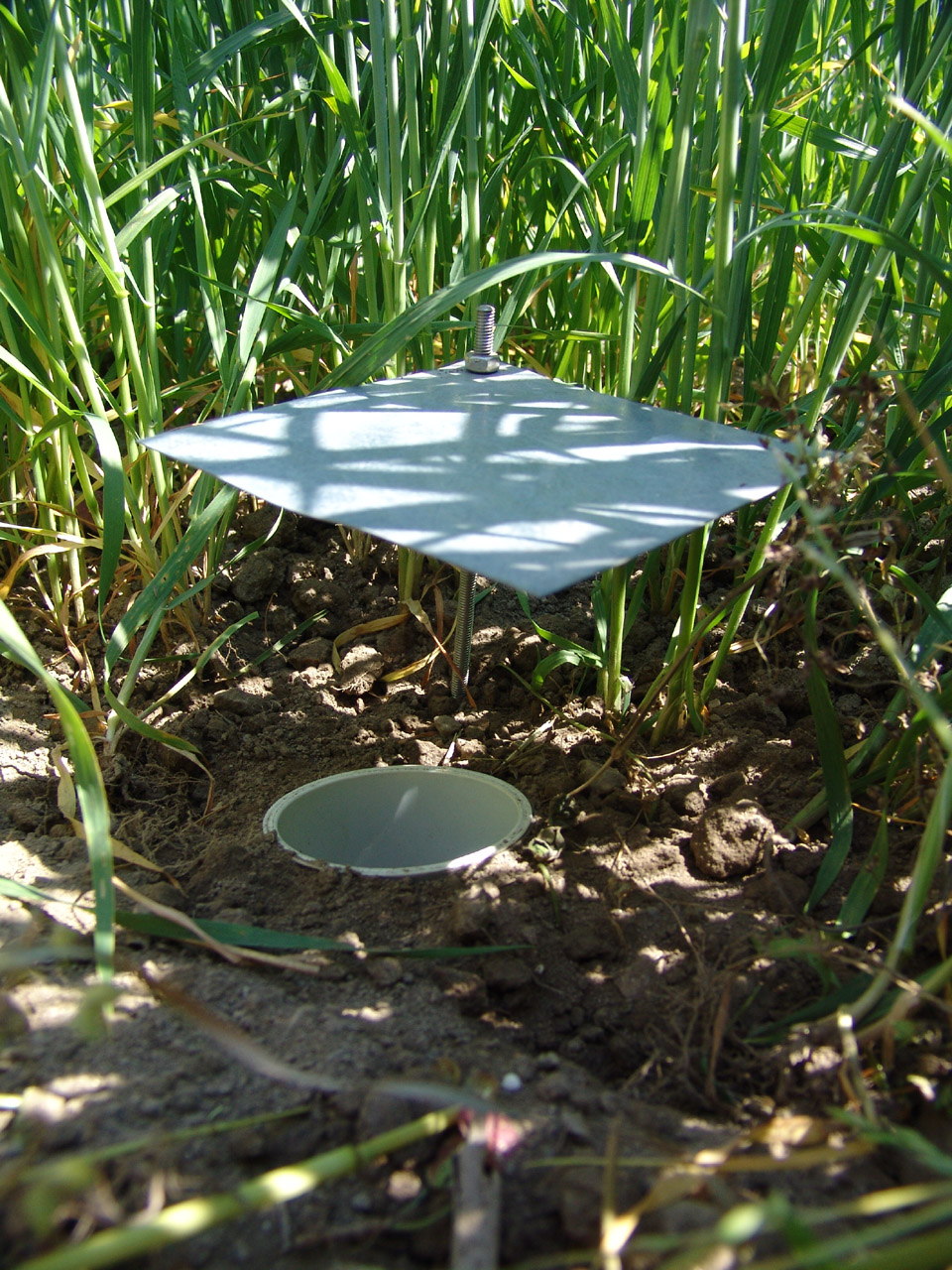
ピットフォールトラップ

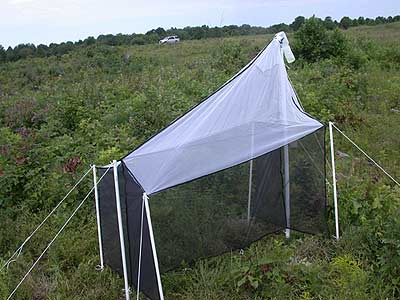
マレーズトラップ

昆虫採集を行うには、それなりの場所へゆくものである。必ずしも遠くへ行く必要はないのだが、身近で採集できるものは限られている。それでもたまには近所で珍品に出くわす場合もあるので、いつでも最小限の採集用具を持つのは、採集家のたしなみである。本格的に採集に出かける場合は、当然ながら、野外活動の身支度とともに、リュックサックの中に採集用具を入れてひっさげて出かける。道具は対象分野によって様々である。

### 採集法
野外を歩きながら探して回る採集が基本で、これを見採り法、あるいは見つけ採り法という。道を歩きながらあちこち眺め、虫のいそうなところを見て回る方法である。時には葉の裏をめくったり、石をひっくり返したりもする。
昆虫の集まるポイントというものがあり、そのような地点で粘る採集家も多い。それは餌場であったり、繁殖地であったりという例もあり、たとえばたくさんの花をつける木にはチョウや様々な昆虫が集まるし、伐採した樹木を積んだ場所にはカミキリムシなどが産卵のために多数集まる。他にたとえば山頂付近などに下から様々な昆虫が吹き上げられてくる場所がある、という例もある。
また、小型の昆虫や動きの少ない昆虫は野外では目につかないことが多い。それらは生息地に見当をつけて探す。そのための面白い方法のひとつに叩き網採集というのがある。これは、樹上の葉枝の間にいる小型昆虫を採集する方法として発達したもので、枝の下に布を広げ、その上で枝を棒で叩くものである。そうすると枝葉の間の昆虫はふるい落とされて布の上に落ちるので、見つけやすくなる。応用として枯れ木の束や樹木に生えたキノコに対してもこれを使うことがある。土壌動物として生活する昆虫は、土壌動物の採集法で捕らえる。
昆虫の方をこちらに呼び寄せる手段もある。そのようなものをトラップと称している。広い分野で有効なのが、夜間に明かりをつけて虫を集める、燈火採集というやり方である。ほかに、容器に餌を入れて、虫を呼ぶなどの様々なやり方がある。

### 採集道具
プロとアマチュア双方の世界に採集者が多くいるため、採集や標本作製のための様々な道具もある程度の市場規模が期待できる。そのため、昆虫採集専門に工夫されたの器具類の開発が進んでおり、研究用機器としては比較的安価に市販もされている。
もっとも標本採集のための昆虫採集は「虫を捕るもの」、「虫を殺すもの」、「殺した虫を収めて持ち帰る容器」の3種類があれば可能である。（厳密には通常は野山を移動するのでこれに加え、それに応じた服装や履物もいる。）

「虫を捕るもの」はまず捕虫網（ほちゅうもう）を準備しないといけない。捕虫網は、過去にはサデ、タモアミ、蝶取り玉袋と呼ばれた。基本は目の細かいもの（絹・ナイロン・寒冷紗など）で、目の粗い亀甲紗はチョウやトンボなどの大型で早く飛ぶ昆虫用である。枠は捻じ曲げて小さくできる鋼鉄のスプリングが多いが、乱暴な採集（雑草や木の葉をめっぽうに掬う乱獲採集など）には不適当で、そういう物には太い頑丈な針金で作った折り畳み式（枠の円を2つか4つに折り曲げられる）のほうがよい。口径は大きい方が虫が入りやすいが大きすぎると振り回すのに不便なので40cm前後が最適である。柄の長さは自分の身長ぐらいが目安でそれ以上だと振り回しにくいので捕獲が非能率になる、ただし用途によってはハチやアブなどは片手で振り回せるぐらいの短いものの方が便利だし、高い木の上のチョウやセミを取るなら長くできる注ぎ竿が必要になる。
竿の部分は網の部分を折りたためばポケットに収納できる程度の短いものから、繰り出し式になっていて、のばせば10mなどというものも存在する。なお、これらの道具は釣り用具の磯玉を流用することもある。
これ以外に必須ではない採集道具だが叩き網、吸虫管、ピンセット（耳鼻科用などの先が細くて曲がったもの）があると便利であり、叩き網は十字にした軸にさらし木綿などの丈夫な布を張ったもので茂みを棒（叩き網とは別のただの棒）で叩いて落下してきた虫をこれで受け止めて集めるもので、小甲虫やカメムシ（特に日光の強い熱帯地方のもの）捕獲などに著しい効果がある。
捕虫網は、上記の叩き網採集にも使われるが、傘もこの用途に使える。広げてから、取っ手を上にして、枝の下に受けるように傘を持ち込み、枝を上から叩くのである。傘の色は白か黄色が虫が目立つので便利。折りたたみ傘はすぐ壊れるのでよくない。

吸虫管の構造

吸虫管は微細な昆虫を指やピンセットで痛めることなく採集するのに便利で、前記の叩き網や乱獲採集で捕まえた虫を急いで採集するため、管瓶の蓋にガラス管を2本通したもので、片方にゴムなどの吸い管をつけてこちらに虫が入らないように網がしてある。もう一方の管を虫に近づけ、吸い管を口にくわえて吸うと、虫が吸い込まれることで捕まえられる。吸い管の入り口には布などをかぶせてあり、虫が吸い込まれないようになっている。糞などの衛生的でない場所での採集やカメムシなどの臭いが強い昆虫を採集する場合はスポイトを用いたものや掃除機のように電動で吸い上げるタイプのものが使われている。
ピンセットは孔の中の昆虫をつまみ出す場合、汚いものに集まっている虫を拾う場合、ハチなど危険な虫を網から殺虫管に収める場合などに便利である。
|  |  |

### 捕獲後の処理

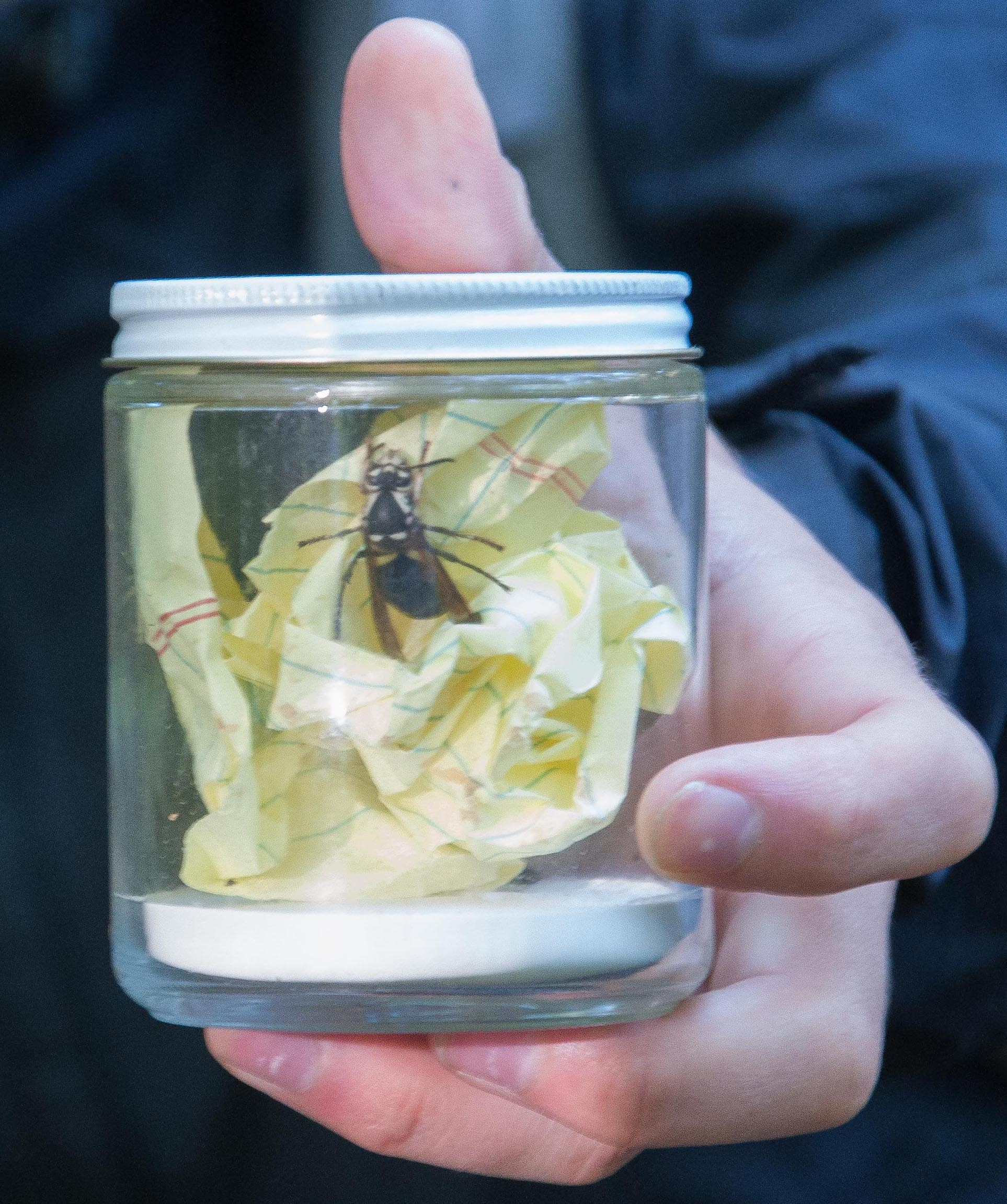
なるべく傷つけずに〆る毒瓶

「虫を殺すもの」は虫の種類によって有効なものが異なるが、基本は殺虫管か毒瓶を使用する。例外的なものはチョウ・ガ・トンボなどで、チョウやガは捕まえた後網の上から胸部を強く抑えて殺した後掌で受けて（手でつまみ出すと鱗粉がはげるのでやってはいけない）後述の三角紙（さんかくし）で包むので殺す道具はいらない。トンボも三角紙で包んだあと餓死するまで放置させるのでこれも道具は使用しない、他の大半の昆虫は殺虫管で殺し、収容しきれないサイズの物は毒びんを使用する。
殺虫管は昆虫採集専用につくられたものはガラス製で底にくびれた部屋がある。そこに脱脂綿などを押し込んで薬品を吸わせておくことができるようになっており、薬品を仕込んでから口をコルク栓で密封する。大型の昆虫用にはより大きなガラス容器である毒壺（毒びん）がある。
昔の標本制作キットには注射器が付いているものがあったが、注射器はごく特殊の物以外には不要というより、使うとかえって標本を汚してしまうことが多い。
この殺虫に使う薬品は即効性があるものがよく、かつては青酸カリがよく使用されていたが、人間への危険性以外に虫が死後硬直を起こして標本が作りにくいという欠点があるので、時代と共に変化していき、1967年刊行の事典『原色現代科学大事典4』では以下のような薬品も候補にあげられている。
| 殺虫剤                                                            | 特徴 |
| ----------------------------------------------------------------- | --- |
| 青酸カリ                                                          | 即効性で効力は大きい きわめて有毒であり 虫が死後硬くなる欠点がある                                           |
| 酢酸エチル                                                        | 効力は大きく 無害で入手しやすい 虫は固くならないが 緑色が変色する                                            |
| 四塩化炭素                                                        | 効力は大きく変色もしないが長く入れたままにすると虫がぼろぼろになる                                           |
| 石油ベンジン                                                      | 効力は弱く変色したり虫が固くなるが無害で入手簡単である 初心者向き                                            |
| パラ-DCB系                                                        | 固体のままでは役には立たないがベンジンを注いで溶かしたものは人体に害も少なく、子供の取り扱いにも適している。 |
| 不適当な薬品 エーテル・アルコール・ホルマリン・ホドジン・DDT・BHC | |

ホルマリンは殺した昆虫が硬化し、軟化不能になるため下記のような展足ができなくなるから原則用いない方がよいが、例外的にトンボやキリギリス類の色止めに用いられることもある。
今日では酢酸エチルを用いることが多い。酢酸エチルの入手は成年で、身分証明や印鑑などが必要である為に未成年や出来るだけ昆虫採集に費用をかけたくない者は100円均一ショップなどで販売されている酢酸エチルを含むマニキュア除光液を使用している。必要微小な小蛾類にはアンモニアも用いられる。酢酸エチルは毒瓶の壁に結露しやすいため、微毛や剛毛が同定形質として重要なハチやハエに用いる場合には体表が濡れて毛が損傷しやすいので不適切な側面がある。
先述のシアン化カリウムを用いる方法はこの手の昆虫に最適であったのであるが、今日では一般の入手が困難になったため、大学などの公的研究機関以外では稀にしか用いられていない。これらに酢酸エチルを使う場合には、死んだらすぐに瓶から取り出す、結露した酢酸エチルをこまめに拭うなどの工夫を要する。また、1990年代以降、二亜硫酸ナトリウムとクエン酸を混合して亜硫酸ガスを生じさせる方法が使われるようになってきており、ハチやハエの採集に有効であるほか、体脂肪の多いオサムシやゲンゴロウに用いたときに油の滲み出しを防止する効果があるため、次第に普及してきている。
また酢酸エチルなどの薬品が入手できない場合や使用すると変色してしまう場合は冷凍庫にいれるという方法もある。通常の昆虫の場合は十分処理が可能でありしかも変色なども少ないという利点がある。
「殺した虫を収めて持ち帰る容器」は大半の虫は殺虫管に入れたままでよいが、チョウやガ、トンボなどは放置すると汚れてしまうので、前述のように三角紙に入れてバンドに取り付けた専用の三角ケースに収容して持って帰る。
三角紙はパラフィン紙を三角形に折りたたんだもので、1枚のパラフィン紙の1/32・1/64・1/128ぐらいの大・中・小として使用するが、採集では全部大サイズ（1/32）を持って行ってとりあえずこれに入れ、帰って来てからすぐに小さいものを中・小の三角紙に移したほうがよい。
上記の3種類のうち、特にトンボの場合は生きたまま三角紙に包み、餓死させるようにしないと、内臓が腐敗して著しく変色してしまう。チョウとガ以外の昆虫に関しては、トンボに限らず、必ずしも殺さなくてもよい。採集品がそれほど多くなく、かつ時間がある場合、餓死させてから処理しても十分間に合う。むしろ上記のような薬品を使うことによる変色や破損も避けられる。ただし、捕らえた昆虫が生存中に、苦し紛れに自らの歩脚を咬んで破損させたり、暴れて翅を傷めたりする恐れもあるので注意が必要である。

## 標本作製
昆虫を標本（昆虫標本）にする場合、普通は殺したものを形を整え、乾燥させて保存することが多い。昆虫の乾燥標本は、比較的色もよく残り、形も崩れないが、コナチャタテやカツオブシムシなど乾燥動植物質を餌とする昆虫に食われやすく、保存には注意が必要である。幼虫など体の柔らかいものは、アルコールに漬けるなど、液浸標本（えきしんひょうほん）として学術研究レベルの昆虫採集では液浸標本や顕微鏡観察用プレパラートの作製がプロの研究者や民間の研究家・愛好家によって行われている。
昆虫の乾燥標本は、比較的簡単に作れるが、見栄えのよいものを作るにはそれなりの技術があり、そのための器具も開発されている。
チョウ、ガなど、羽が大きくて模様のあるものは、羽を広げて形を整える。これを展翅（てんし）という。展翅のためには、展翅版（てんしばん）を使う。長方形の板の両端に短い柱を立て、そこに真ん中に隙間を空けて2枚の細い長方形の板を、底板から浮かせて乗せた物である。チョウの胴体に針を刺し、これを2枚の板の隙間に差し込む。羽を広げて、両側の板に形よく止め、乾燥させるわけである。この際、羽には手を触れないよう、針先で羽を広げ、羽の上にパラフィン紙でできた展翅テープをのせ、その紙を押さえることで形を決める。羽に針を刺すと傷が付くからである。ハチやハエ・アブでは見栄えをよくするために展翅して標本をつくることが行われるが、同定に必要な形質で見えにくい部分が多くなってしまうことがあるため学術研究用にはむしろ羽を上に立てた形で整形されることが多い。
昆虫標本は、針を刺して箱に収める。針は専用の昆虫針という物があり、太さも各種そろっている。大気の乾燥したヨーロッパでは伝統的に鋭い鋼鉄製の黒針が多く使われてきたが、湿潤で鉄の錆びやすい日本では鋭さでは鋼鉄製に劣るものの、錆のリスクがないステンレス製の針が使われている。針を刺す位置は、チョウ、ガ、ゴキブリなどを除くと正中線上の形質を破壊しないように胸の中程の右側寄りとするものが多い。針の刺せない小さな昆虫は、厚紙や厚手のケント紙を小さく三角形に切り出し、その先端に接着剤で止め、その台紙に針を通す。接着剤には日本では古くはアラビアゴムに類似したトラカントゴムが使われてきたが、今日では酢酸ビニルエマルジョン系の接着剤（木工ボンドなどの商品名で販売されているもの）を使うことが多い。ヨーロッパでは伝統的に膠が使われ、標本の精査用に台紙から取り外すときに湯で簡単に溶かすことができる。
小さな紙に採集年月日、採集地点、採集者などのデータを記入し、標本を通した針に刺してその下につける。このデータラベルが欠如した標本は学術的価値が失われてしまう。場合によっては名前等を記したラベルをさらに追加する。同定により判明した学名、和名、同定者、同定年月日などを記したラベルを同定ラベルと呼び、研究の進展や誤同定の訂正によって新たな同定ラベルが付されるときは、その標本の研究履歴を明らかにするため、古い同定ラベルをはずさずに、新たな同定ラベルを加えるのが研究上の約束事となっている。また。博物館などの所蔵品であることを示すコレクションラベルが付けられる場合がある。

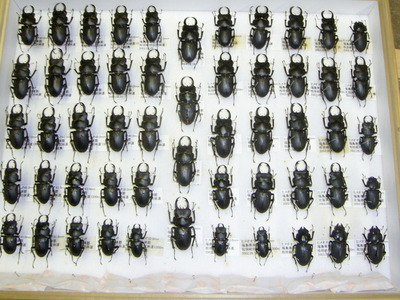
ヒメオオクワガタの標本

標本を収める箱も、標本を食う虫が入らないよう、桐などの木製で密封できるきっちりとした物（ドイツ箱インロー箱など）が販売されているが、よい物は高価である。しかし、ヨーロッパと比較して高温多湿であるために虫害、カビ害の著しい日本では、この標本箱の吟味が欠かせない（最も近年では日本の住宅事情も変化し、家屋の外壁が強化されているため、昔ほどには虫害やカビの害は起こらなくなってきている）。ヨーロッパの博物館などでは日本なら子供の玩具的な標本箱とみなされているボール紙製の標本箱が普通に使われているといわれている。
こうした針刺し乾燥標本は昆虫の標本の保存法としては簡易であるとともに、保存性も極めて高い。数百年前の標本ですら、十分今日の分類学研究に役立つほどである。このように昆虫は観賞用と学術研究用の両方の用途に堪える質の高い標本が針刺し乾燥標本という形で簡易に作製できることに特徴がある。
観賞用と学術用の標本が両立する動物は、他には軟体動物の貝殻標本や哺乳類や鳥類の剥製標本があるが、剥製は採集、標本作製双方に手間と費用が大幅にかかる。結局のところ、趣味と学術の両方にまたがる生物標本蒐集が裾野の広い趣味として成立するのは、昆虫以外では貝類採集ぐらいである。

## 昆虫採集の問題
昆虫採集のために貴重な昆虫が絶滅する、という論が行われたことがある。そのような場合、昆虫採集家は、森を切り崩しての土地開発の方が遙かにひどいものであり、多くの貴重な昆虫の減少の原因はそこにある、人間が捕まえる量はたかが知れていて、すぐに再生するという反論が行われる。しかし、環境省によると環境破壊により極端に生息数が減少した昆虫にとって普通の採集自体かなり強い捕獲・採集圧となるため、絶滅危惧種の採集などに対して警告を発しており、絶滅危惧種を守る日常的なパトロールも行われる。
しかし、その一方で、熱狂的なマニアの中には、他人の土地・自然保護区に無断で侵入し、樹木に傷をつけ、トラップを仕掛けたまま放置、照明機材で大量捕獲、捕獲が禁止されている天然記念物の捕獲などの法律的にも環境的にも問題のある方法を行う場合がある。
例
- 産地が限定されているチョウの幼虫を捕るために、食草の樹木を切り倒した
- 某島に特産の大木の洞（うろ）にだけ住んでいるクワガタやコガネムシを捕るために、生活場所である腐植の堆積物を全部掻き出した

とんでもない話が報道されているのみならず、現実に行われた実態が保全生態学の研究者からも調査報告されている。このような人物にとっては、目的の昆虫の数が減ることは、手元の標本の希少価値が高まるのでうれしいらしい。いくら昆虫採集とはいえ、節度は守るべきであろう。
こうした特定の昆虫の採集問題は、昆虫採集の一般論とは区別して議論する必要がある。むしろ、特定の土地の生物相を網羅する調査にはアマチュア愛好家も参加した昆虫採集の効果が非常に高い。広範な種の昆虫を採集している愛好家の蒐集した標本群は、その土地の生物相の変化を追跡するためにはきわめて貴重なデータであり、環境破壊を食い止める施策を立てる大きな助けになる。
密猟対策
- 天然記念物、種の保存法対象の希少野生動植物種、レッドリスト絶滅危惧ⅠB類のヤンバルテナガコガネを守るため、環境省を含めた数十人規模の日常的パトロールが行われている[12][13][9]。

## 教育的効果
昆虫採集は、昭和後期までは、児童生徒の夏の宿題の定番であった。虫を追っかけるのは、半ば子供の本能みたいなものでもあり、標本にして名前を付ければ、自然観察や理科の勉強にもなるわけで、大いに奨励もされ、駄菓子屋には昆虫採集セットが販売されていた。ちなみにその中身は、よくわからない毒液（実際には食用色素で色をつけたただの水という例もあった）やら、注射器やらメスやら、実際の昆虫採集には向かないものも多かった。それでも、そのような物から科学への関心を持ち、本気で科学者や研究者を目指した者は、少なくないはずである。
しかし、昭和50年頃から、昆虫採集を奨励しない方向へ、理科の指導が変わってきた。一つは昆虫採集は虫を殺すから野蛮だというものであり、もう一つは採集、標本作りは科学ではない、むしろ観察をするのが大事だというものであった。また、子供が学習のために製作した標本の多くは、永久保存用として市販されている昆虫針や標本箱を使用していないため、製作後は針からさびが出たり、害虫(カツオブシムシやコナチャタテなど)に食い荒らされたりして、せっかく作った標本が無駄になって終わることも問題視された。また都市化が進んでだことなどで昆虫採集をする子供は減り、昆虫採集キットを売っているのを見ることもなくなってしまった。この風潮に煽られる形で昆虫採集を好む子どもに対していじめが行われたり、それを一部の教師が助長する局面もあったことすら報告されている。現在でも、自然観察教室などでは、採集は避け、観察しようと指導しているところもある。夏休みの自由研究等においても、昆虫採集は（貝類標本、植物採集もであるが）作品数を減らしてしまった。
一部では、このことが現在問題になっている子供たちの理科離れの一因になっているのでは、と言うものもある。まず実際の生き物に触れなければ、そこから先の関心や問題意識が生まれるはずはない。そのための入り口として、昆虫採集は手軽で有益なものだ、と言うのである。ただし、再度昆虫採集を奨励するにしても、元々昆虫に本格的な関心が向いていない子供に昆虫採集を義務的に奨励しても、興味がなくなったり虫がわいたりして無駄に死蔵、廃棄されたりする標本のみ増えることにつながるため、児童個々人の理科学的な関心の向いている方向に応じたオプションのひとつとして、昆虫採集が用意されるという状態が望ましい。

## 昆虫採集を趣味に持つ著名人（専門家を除く）
- 岡田朝雄（ドイツ文学者）
- 岡村茂（漫画家） - クワガタムシ・カブトムシ
- 奥本大三郎（フランス文学者）
- 垣原賢人（プロレスラー） - クワガタムシ（特にミヤマクワガタ関係で有名）
- 岸田森（俳優・演出家） - 蝶
- 北杜夫（小説家） - コガネムシ
- 知久寿焼（ミュージシャン） - ツノゼミ
- 手塚治虫（漫画家）
- 寺門ジモン（芸能人） - オオクワガタ
- 鳩山邦夫（政治家） - チョウ
- やくみつる（漫画家）
- 養老孟司（医学者・随筆家） - 甲虫
- 田尻智（ゲームクリエイター)

## 昆虫採集と文化
- 香川照之(俳優)  -  趣味が高じてNHK番組『香川照之の昆虫すごいぜ!』にて、司会のカマキリ先生として昆虫を紹介している[14]。
- ゲームクリエイターの田尻智は、ポケットモンスターの原点は幼少時代の昆虫採集であったと述べている[15]。